# Придніпровський
Придніпровський (Придніпровськ — стара назва міста, яку нині найчастіше використовують) — житловий масив у південно-східній частині лівобережжя Дніпра.

## Історія
Заснований у 1950-х роках, як місто енергетиків при Придніпровській ТЕС.
Розташований на Ігренському острові — колишній острів біля лівобережжя Дніпра (нині є півостровом). Місце історичне — неподалік знайдені залишки слов'янського городища, яке деякі дослідники ідентифікують зі столицею уличів — Пересічень. За козацької доби тут існували містечка Ігрень (на півночі, згодом Стара Ігрень, відома з 1780 року) та Чаплі (відомі як хутір з 1760-х років, з яких отаман Іван Сулима атакував Кодацьку фортецю у 1635 році).
Після німецько-радянської війни, з 1951 року на Ігреньському острові, на захід від селища Чаплі, розпочалось будівництво теплової електростанції, яке тривало до 1966 року. Біля електростанції почали будувати селище для її робітників, яке адміністративно увійшло до складу Амур-Нижньодніпровського району Дніпра.

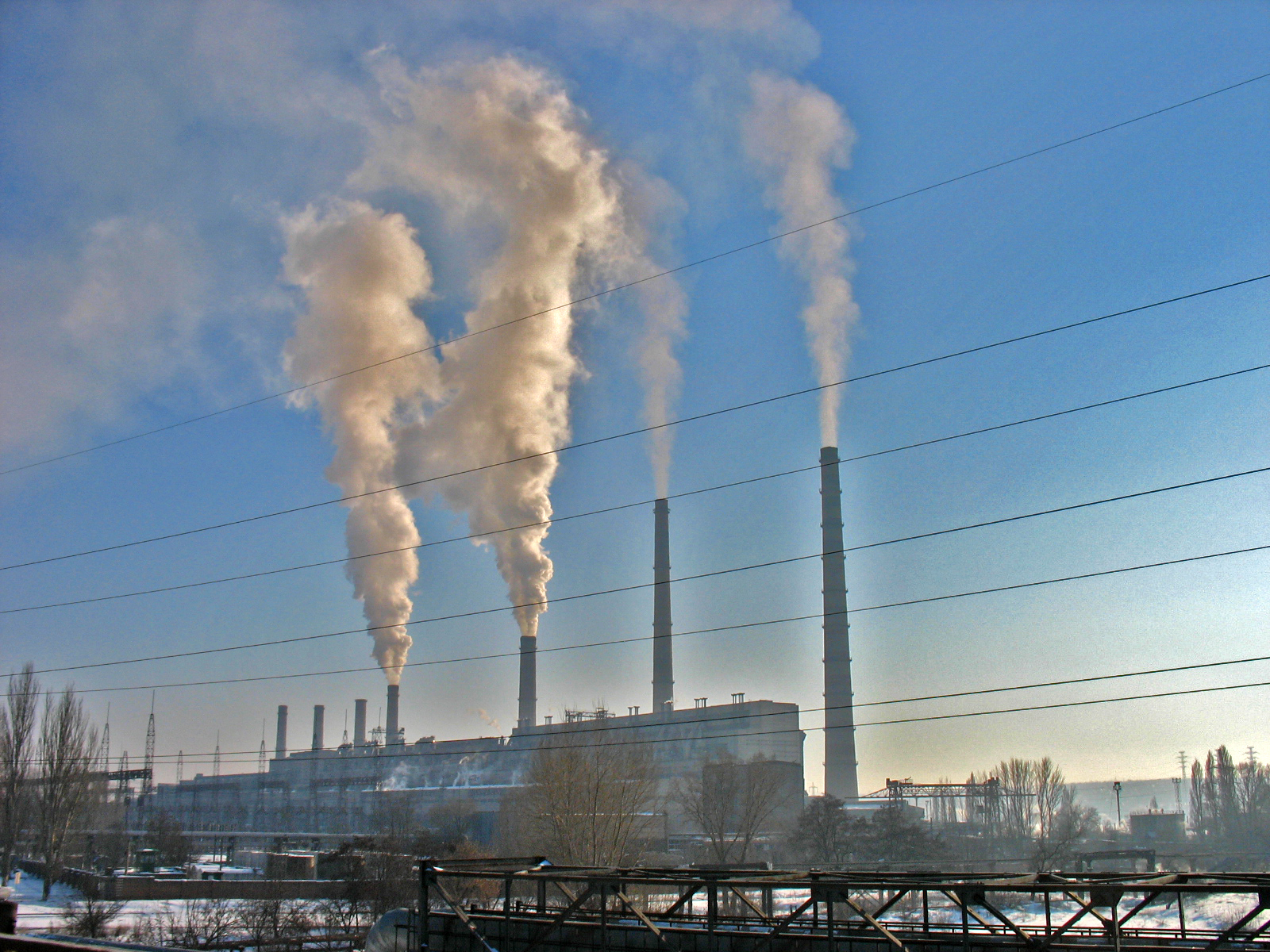
Придніпровська ТЕС

2 грудня 1956 року, відповідно з Постановою виконкому Дніпропетровської обласної ради депутатів трудящих, новозбудований житловий масив отримав статус міста Придніпровськ.
Місто зростало у вкрай складних умовах. На меті стояло завдання у найкоротший термін побудувати на великому пустирі біля ТЕС вулиці, заселити їх, забезпечити всією необхідною інфраструктурою. Тут спочатку не було навіть води для пиття — доводилося везти її з найближчих сіл. Добиратися сюди також було нелегко. Машини долали бездоріжжя, а найближча залізнична станція Ігрень проходила тоді десь за трохи більше ніж 10 км.
«Старий Придніпровськ» — південна частина масиву, власне і є те саме «місто енергетиків», побудоване до 1956 року: охайні вулиці з одно-триповерховою забудовою в стилі «сталінського класицизму». У центрі височіє Палац культури Придніпровської ТЕС — масивна будівля того ж стилю. Перед Палацом знаходиться головна площа Енергетиків (колишня — імені 60-річчя Жовтня), де зазвичай відбуваються урочисті заходи району. Прямо від Палацу культури спускається широка алея до Придніпровського парку, за яким, на узбережжі Дніпра, обладнено пляж. Звідси відкривається чудова панорама на кам'янистий правий берег Дніпра з будиночками Лоцманської Кам'янки та Старих Кодаків.
У 1977 році, в ході реалізації генерального плану, до Дніпра були приєднані міста Придніпровськ, Ігрень, селища Фрунзенське, Чаплі, Кіровський лісопарк — на лівобережжі, селище Краснопілля — на правобережжі, а колишнє місто-супутник Придніпровськ увійшло до новоствореного Самарського району Дніпра і стало його центром: тут розташована Самарська районна рада та більшість районних органів влади.
У 1970—1980-х роках будувалася «нова частина» Придніпровська (вулиці Агнії Барто, Немировича-Данченка тощо). Це багатоповерхові житлові райони з інфраструктурою. Однак, і понині стара та нова частини Придніпровська є хіба що двома анклавами зі своєю оригінальною архітектурою і мікрокліматом.

## Транспорт
Транспортне сполучення Придніпровська з центром та іншими районами Дніпра здійснюється автобусними маршрутами, маршрутними таксі та з 12 вересня 2020 року ще й тролейбусним маршрутом № 6 від Соборної площі. На маршруті експлуатуються тролейбуси з автономним ходом, лінія до Придніпровська неелектрифікована.

## Інфраструктура
Навколо Придніпровську на березі Дніпра розташовані декілька баз відпочинку, а також тренувальна база футбольного клубу «Дніпро».

## Галерея

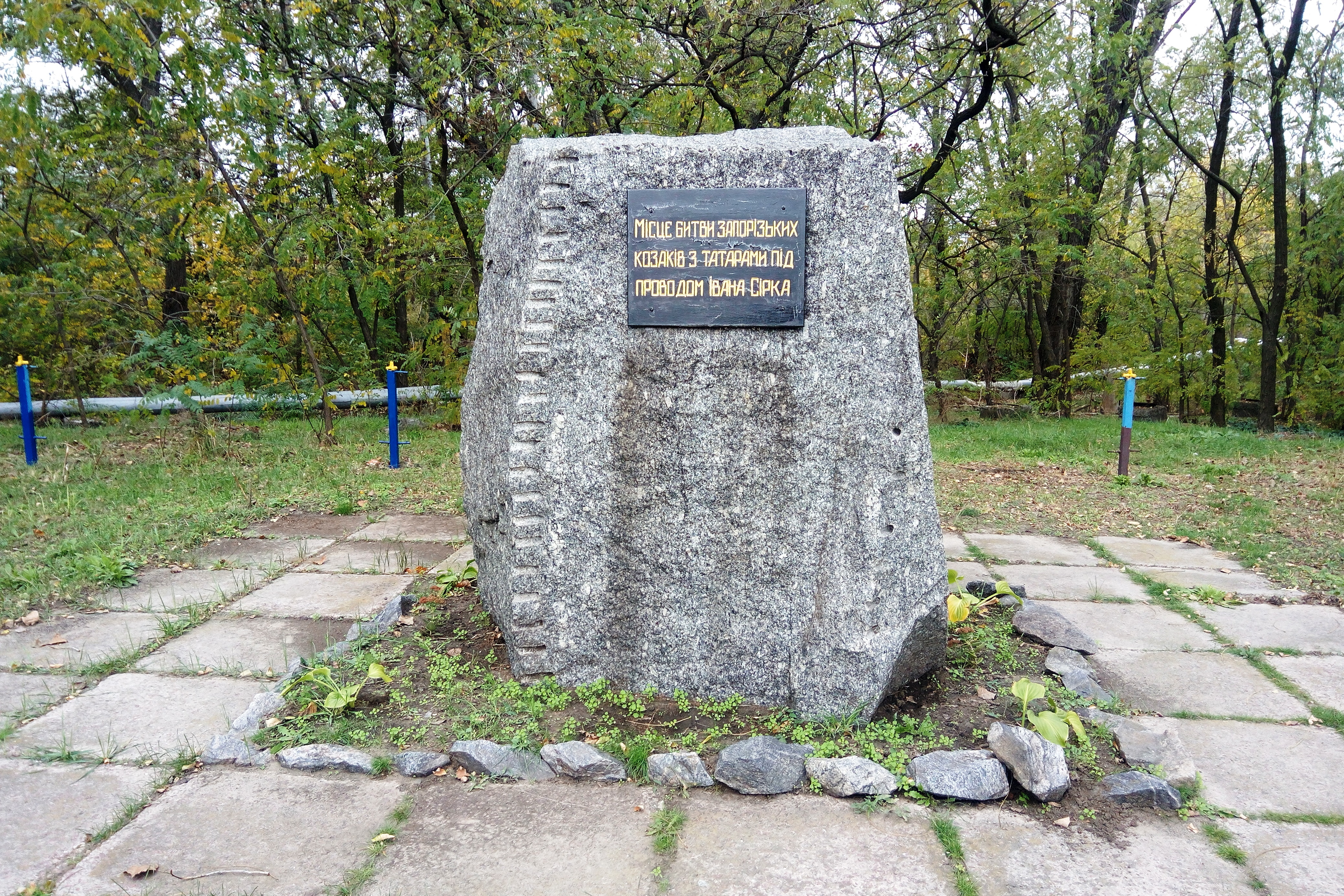
Пам'ятний знак міста битви запорізьких козаків з татарами під проводом Івана Сірка
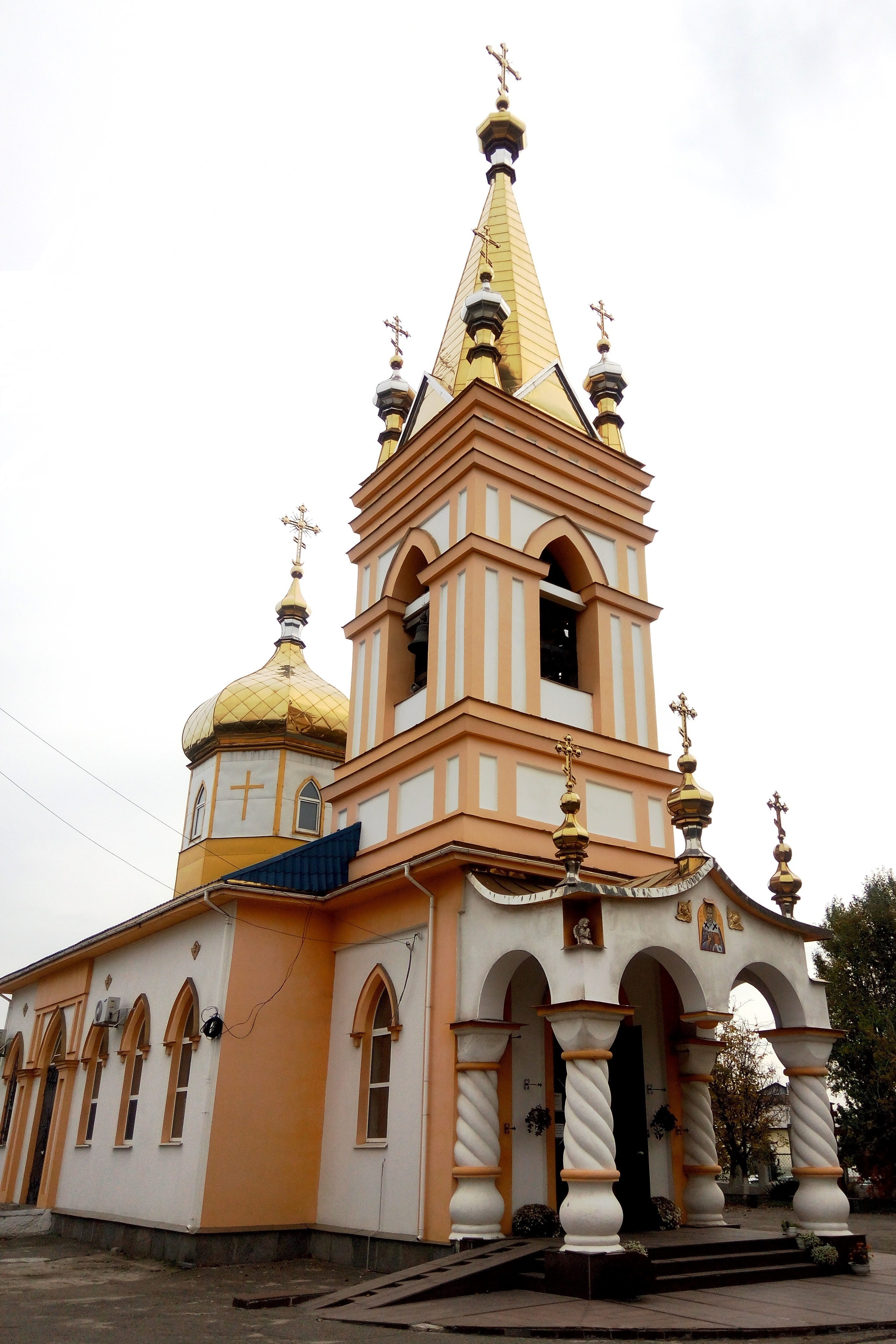
Свято-Миколаївська церква
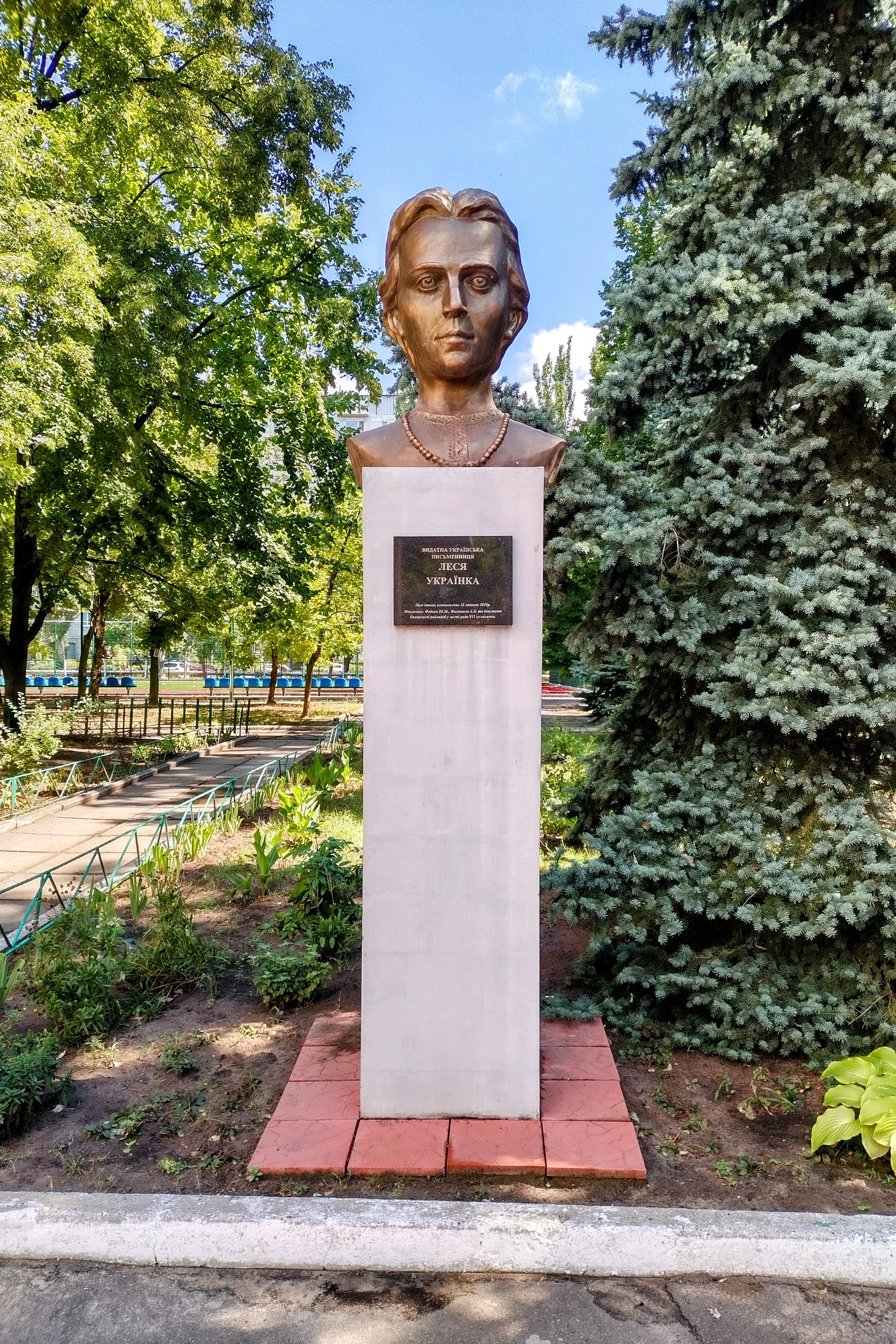
Пам'ятник Лесі Українці
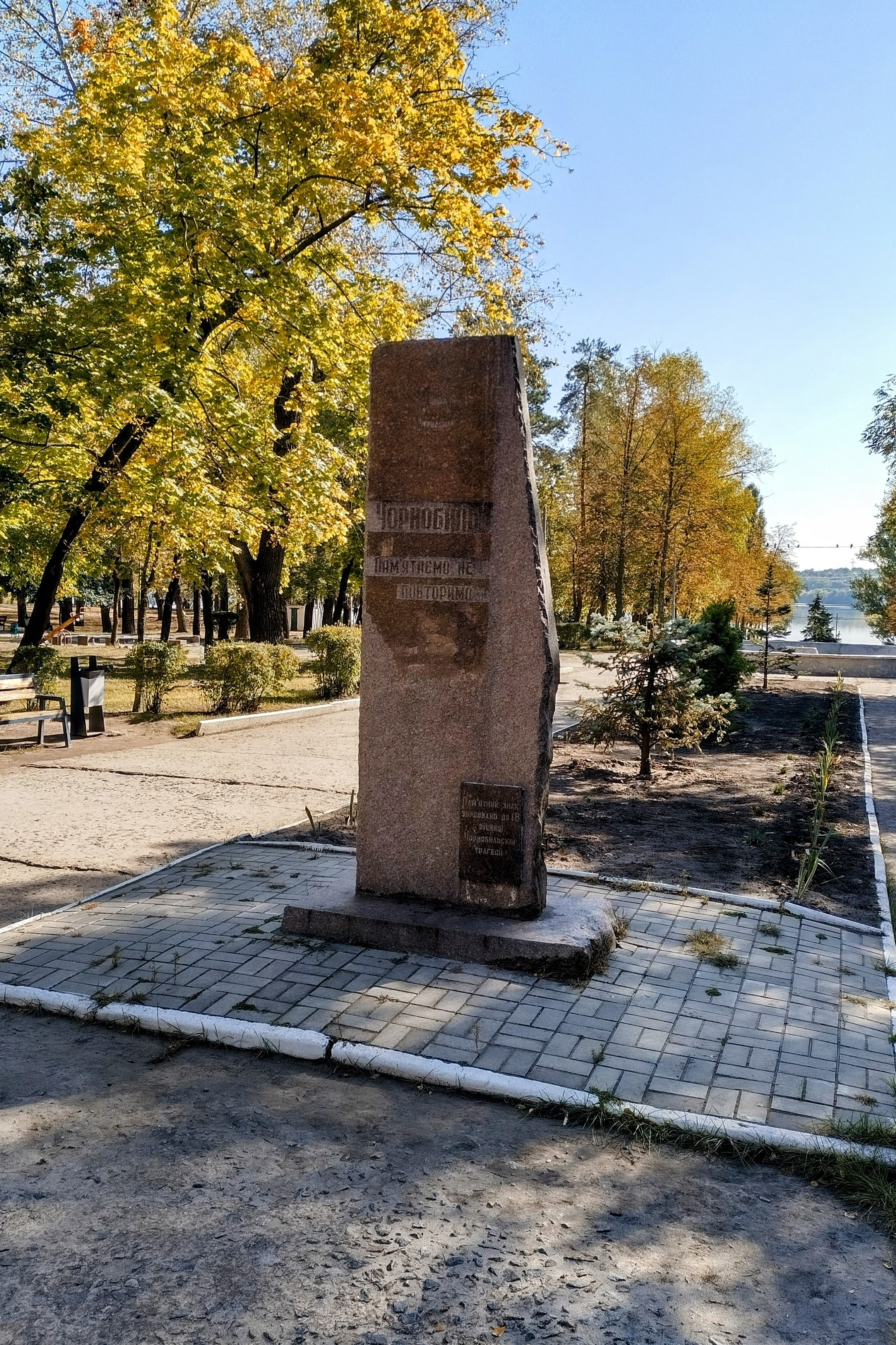
Пам'ятник ліквідаторам аварії на ЧАЕС
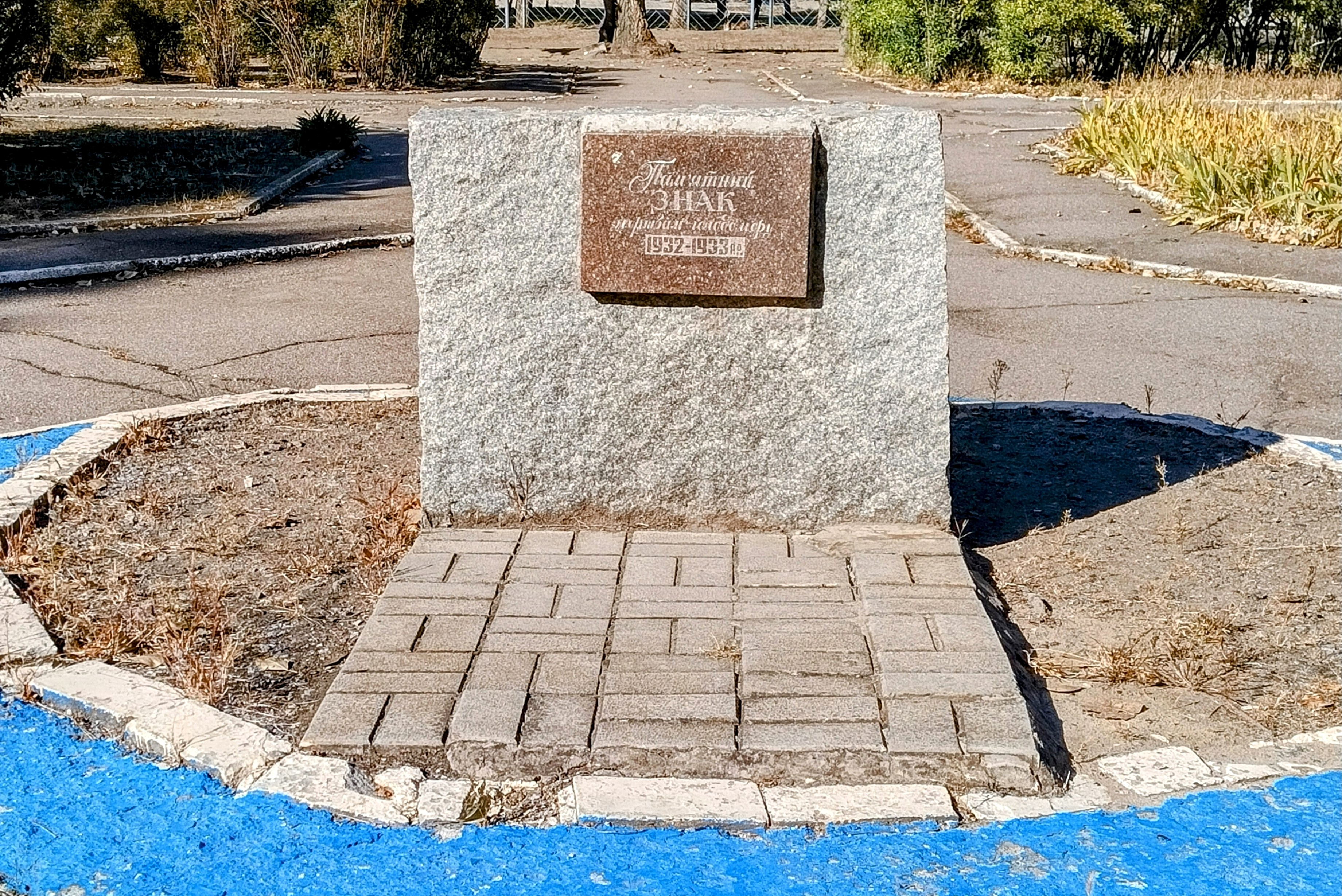
Пам'ятний знак жертвам Голодомору

## Постаті
- Письменний Юрій Васильович (1962—2021) — капітан Збройних сил України, учасник російсько-української війни.